# Čína na letních olympijských hrách
Čína na letních olympijských hrách startuje od roku 1932. Toto je přehled účastí, medailového zisku a vlajkonošů na dané sportovní události.

## Účast na Letních olympijských hrách
| Dějiště LOH            | LOH      | Vlajkonoš                                | Zlatá medaile | Stříbrná medaile | Bronzová medaile | Celkem |
| ---------------------- | -------- | ---------------------------------------- | ------------- | ---------------- | ---------------- | ------ |
| 1932 Los Angeles       | LOH 1932 | Liu Changchun                            |               |                  |                  | 0      |
| 1936 Německo           | LOH 1936 | Li Huitang                               |               |                  |                  | 0      |
| 1948 Londýn            | LOH 1948 | Wee Tian Siak                            |               |                  |                  | 0      |
| 1952 Helsinky          | LOH 1952 | nebyl                                    |               |                  |                  | 0      |
| 1956 Melbourne         | 1956     |                                          |               |                  |                  | Ne     |
| 1960 Řím               | 1960     |                                          |               |                  |                  | Ne     |
| 1964 Tokio             | 1964     |                                          |               |                  |                  | Ne     |
| 1968 Ciudad de México  | 1968     |                                          |               |                  |                  | Ne     |
| 1972 Mnichov           | 1972     |                                          |               |                  |                  | Ne     |
| 1976 Montréal          | 1976     |                                          |               |                  |                  | Ne     |
| 1980 Moskva            | 1980     |                                          |               |                  |                  | Ne     |
| 1984 Los Angeles       | LOH 1984 | Wang Libin                               | 15            | 8                | 9                | 32     |
| 1988 Soul              | LOH 1988 | Song Tao                                 | 5             | 11               | 12               | 28     |
| 1992 Barcelona         | LOH 1992 | Song Ligang                              | 16            | 22               | 16               | 54     |
| 1996 Atlanta           | LOH 1996 | Liu Yudong                               | 16            | 22               | 12               | 50     |
| 2000 Sydney            | LOH 2000 | Liu Yudong                               | 28            | 16               | 14               | 58     |
| 2004 Athény            | LOH 2004 | Jao Ming                                 | 32            | 17               | 14               | 63     |
| 2008 Peking            | LOH 2008 | Jao Ming                                 | 51            | 21               | 28               | 100    |
| 2012 Londýn            | LOH 2012 | Jianlian Yi                              | 38            | 27               | 23               | 88     |
| 2016 Rio de Janeiro    | LOH 2016 | Lej Šeng (zahájení) Ting Ning (ukončení) | 26            | 18               | 26               | 70     |
| 2020 Tokio             | LOH 2020 | Zhao Dan Kao Tching-jü                   | 9             | 4                | 2                | 15     |
| 2024 Paříž             | LOH 2024 |                                          |               |                  |                  | x      |
| Celkem                 | 14       |                                          | 262           | 199              | 173              | 634    |
| Zdroj na Olympedia.org |          |                                          |               |                  |                  |        |